# Masako Hayashi
Masako Hayashi

Link zum Bild

Masako Hayashi (japanisch 林雅子 Hayashi Masako; geboren am 11. Juli 1928 in Asahikawa; gestorben am 9. Januar 2001) war eine japanische Architektin. Bekannt geworden sind ihre Wohnhäuser, die sie in einer Mischung aus Tradition und Modernität gestaltete. Bedeutende Projekte sind weiter der „Kusasaki Club“ (1961–62), die „Maritime Gallery“ („The Seashell-Gallery“, 1963–66) und das „Sansenryo“ (Studentenwohnheim der Japanischen Frauenuniversität Karuizawa, 1978/79). Sie gehörte zu den Pionierinnen in der Architektur im Japan.

## Leben
Als die Abteilung Wohnungswesen des Fachbereichs für Hauswirtschaft an der Japanischen Frauenuniversität in Tokio im Jahr 1948 nach dem Krieg mit neuem Studienkonzept wiedereröffnete, schrieb sich Masako Hayashi im ersten Jahr ein. Sie machte 1951 ihren Abschluss mit der Arbeit „A Study of Housing Funktions“ und gehörte damit zum ersten Jahrgang, der einen Abschluss im Studiengang Architektur machte. Im selben Jahr schuf sie ihr erstes Bauwerk, das „Haus O“ in Tokio, das im Dezember 1952 in der Zeitschrift Shinkenchiku veröffentlicht wurde.
Hayashi führte ihre Studien als Assistentin im Institut von Kiyoshi Seike am Tokyo Institute of Technology fort, das damals an Leichtgewichtstragwerken und neuen Baukonstruktionen forschte. Bei dieser Arbeit lernte sie ihren späteren Ehemann, den Architekten Shōji Hayashi kennen. Das Paar heiratete 1955 und realisierte das gemeinsame Wohnhaus, das „Haus mit Flachdach“ (später „Our House“).
Hayashi studierte bis 1956 am Tokyo Institute of Technology. Im Jahr 1958 eröffnete sie mit Hatsue Yamada und Nobuko Nakahara ein Architekturbüro.
1953 war sie eine der Gründerinnen von PODOKO, einer Organisation für Frauen in der Architektur. Von 1987 bis 1989 war sie Direktorin des Japan Institute of Architects und Teilzeitdozentin an der Fakultät Architektur der Universität Tokio.
Masako Hayashi war die erste Frau, die 1980 oder 1981 eine Auszeichnung des Japan Institute of Architects erhielt. Sie wurde 1985 zum Ehrenmitglied des American Institute of Architects ernannt. Im Jahr 1986 erhielt sie den Isoya-Yoshida-Preis. Ihre Arbeiten wurden in der Ausstellung „Pioneering Women in Architecture“ (Pionierinnen in der Architektur) gezeigt, die 2011 im Rahmen des 24. Kongresses der International Union of Architects (UIA) in Tokio gezeigt wurde. Das „21st Century Museum of Contemporary Art“ in Kanazawa präsentierte 2014 und 2015 in Zusammenarbeit mit dem Centre Pompidou eine Ausstellung, die Werke von Masako Hayashi umfasste.

## Werk
Das „Haus mit Flachdach“ (später „Our House“) in Koishikawa liegt an einem privaten Durchgang und ist von der Straße nicht sichtbar. Es wurde im Laufe der Zeit baulich an die jeweiligen Lebensbedingungen der Besitzer angepasst und bestand zuerst aus einem rechteckigen Pavillon. Er wurde 1974/78 aufgeweitet und aufgestockt. Ein Teil der Raumvergrößerung erfolgte in der Diagonalen, um die Freifläche auf dem Grundstück zu erhalten und den Blick vom Wohnzimmer auf den Garten zu bewahren. Die einfache, moderne Konstruktion aus Betonblöcken und -platten stand im Gegensatz zu den lokalen Baumethoden, befand sich aber im Einklang mit der japanischen Raumauffassung. Nach dem Tod der beiden Architekten wurde das Haus vom Architekten Koichi Yasuda erneut umgebaut und gewann 2014 den Preis des Japan Institute of Architects in der Kategorie „Renovierung“.
Der „Kusazaki Club“ wurde 1964 auf einem Küstengrundstück auf Ostseite der Izu-Inseln errichtet. In dieser Zeit tauschte man in Japan Freileitungsmasten aus Holz gegen solche aus Beton. Masako Hayashi verwendete solche Holzmasten im Tragwerk und verband sie mittels Bolzen zu einem steilen, hohen Dach, das auch die Wände bildete. Die Geschossdecke wurde nicht vollständig geschlossen, so dass sich der Gemeinschaftsraum bis in die Dachspitze erstreckte. Alle 20 Personen, die das Ferienhaus gemeinsam finanziert hatten, konnten darin gleichzeitig übernachten. 1988 wurde das Grundstück aufgekündigt. Auf eine in Zeitschriften veröffentlichte Suchanzeige fand sich ein Professorenpaar, dass das Haus übernahm. Deren Grundstück lag in Tateshina in der Präfektur Nagano in den Bergen. So wurde das Haus an der Küste demontiert und im Bergland wieder montiert. Zur Anpassung an das veränderte Klima wurde eine Heizung eingebaut.
In Tosashimizu, auf der Pazifikseite der großen Insel Shikoku, befindet sich die „Maritime Gallery“ (The Seashell-Gallery). Sie wurde 1966 als Ausstellungsgebäude errichtet, um Mollusken/Muscheln zu präsentieren. Masako Hayashi ließ sich beim Entwurf des Daches von zwei Muscheln inspirieren. Sie realisierte zwei strukturell unabhängige Betonschalendächer, die über ein mittiges Oberlichtband aus Acrylglas verbunden wurden. Das einfallende Sonnenlicht reflektiert auf der in leuchtendem Meeresblau gestrichenen Decke und verleiht dem Innenraum eine Stimmung, die an die Unterwasserwelt erinnert. Das Gebäude ist bei Docodomo Japan gelistet.
Das Sommer-Seminarhaus „Sansenryo“ (auch Sansen-ryo) entstand für die Japanische Ochanomizu Joshi Daigaku im Wald von Karuizawa. Vorgängerbauten gab es seit 1906. Sie wurden mehrfach erweitert. Beim Neubau von 1978/79 überspannt ein ausgesprochen schlanker Fachwerkträger aus Stahl den quadratischen Speisesaal. Das darüber liegende, diagonal gefaltete Dach scheint über den raumhohen Fensterbändern zu schweben. Die vier locker gestaffelten Unterkunftsgebäude sind in die Natur eingebunden.

### Werke (Auswahl)
- 1951–52 Haus Frau O. – Oさんのすまい[8][9]
- 1953 Haus Frau O. – O夫人のすまい[8]
- 1954–55 Haus Maya – マヤの家[8]
- 1955–56 Haus mit Flachdach (Unser Haus) – 平らな屋根のすまい（私たちの家）[8]
- 1959–63 Bürogebäude mit Tor – 門構えのオフィスビル[8]
- 1959–61 Sommerhaus auf dem Plateau – 高原の夏の家[8]
- 1961 Villa Inawashiro – ヴィラ・イナワシロ[10]
- 1961–62 Kusasaki Club – 草崎クラブ[8][11][12][13]
- 1961–64 Wei Jinsha Studio – 魏晋社工房[8][14]
- 1962 Mixed Structure House[15][16]
- vor 1963 Two Ski Lodges in Japan[17]
- 1963–65 Haus mit bleibendem Blick – 末広がりの家[8][18]
- 1963–66 mit Norihide Imagawa: Meeresgalerie – Maritime Gallery (The Seashell-Gallery) – 海のギャラリー[8][7][19][20]
- 1967–68 Drei Stockwerke – 三つの床[8][21]
- 1974–75 Klippenhaus – 崖の家[8]
- 1976–77 Haus mit Innengarten – インドアガーデンのある家[8][22]
- 1977–78 Haus mit Nordseite – 北向きの家[8]
- 1974–78 Unser Haus (Phase II) – 私たちの家（II期）[8]
- 1978–79 Sansenryo (Studentenwohnheim der Japanischen Frauenuniversität Karuizawa) – 三泉寮（日本女子大学軽井沢寮）[8][23]
- 1978–79 Le-Haus mit Terrasse – ル―フテラスをもつ家[8]
- 1978–80 Haus mit Innenraum – 内部に外部をもつ家[8]
- 1981–82 Haus mit Brücke – 橋がかりの家[8]
- 1981–82 Hillside Complex, Yokohama[24]
- 1982–83 Haus mit Galerie – House with a gallery – ギャラリーをもつ家[8][25]
- 1982–84 Haus mit Schneefang – 雪囲いのある家[8]
- 1983–85 Haus mit Stufenboden – 段床の家[8]
- 1983–85 Setagaya Kumin Kenko Mura Fujiyama Village – 世田谷区民健康村ふじやまビレジ[8]
- 1983–90 Tokyo Ota Memorial Hall – 東京都太田記念館[8]
- 1987–89 Yangsan Club – 梁山倶楽部[8]
- 1990–91 Bipolar House – 双極の家[8]
- 1990–93 Crossplan House – クロスプランの家[8]
- 1992–94 STEP Central School 85th Anniversary Memorial Hall – STEP 中央校学校創立85周年記念館[8]
- 1992–95 Fukui Prefecture Life Learning Centre (U-I Fukui) – 福井県生活学習館（ユー・アイふくい）[8]
- 1995–96 House with Patio – パティオのある家[8]
- 1994–96 Haus am Bach – House by the Seseragi River – せせらぎのほとりの家[8]
- vor 2000: Angel Brace House[26]

## Schriften
- Masako Hayashi: Yokushitsu, benjo no kaizo (Bad- und WC-Sanierungen), in: Ichi-man go-man ju-man-en no kaizo: daidokoro, yokushitsu, benjo, Vol. 71, NHK rajio tekisotu: josei kyoshitsu, 1960, S. 23–42.
- House design in today’s Japan, 1969.[2]
- My Architectural Method – Excerpts From a Lecture, Dialogue Between Architect’s Couple, Chronological Diagram of Works, 1979.[2]
- Modern Architecture in Drawings 18, Space Drawings, House with a Gallery, World Architecture Designs, 1984.[2][27]